# Ypsilonurus mutilatus
Genre
Espèce
Ypsilonurus mutilatus, unique représentant du genre Ypsilonurus, est une espèce d'opilions laniatores de la famille des Gonyleptidae.

## Distribution
Cette espèce est endémique du Tocantins au Brésil. Elle se rencontre sur l'île de Bananal.

## Description
Le mâle holotype mesure 1 mm.

## Publication originale
- Mello-Leitão, 1933 : « Novos Gonyléptidae do Brasil Meridional. » Archivos da Escola de Agricutura e Medicina Veterinária, vol. 10, p. 133–151.